# Възстановяване от слепота
Възстановяването от слепота е събитие, при което сляп човек придобива способността да вижда, обикновено като резултат от медицинска интервенция. Първият подобен случай е описан през 1728 г. от британския хирург Уилям Чесълдън. Пациенти, на които зрението е възстановено, изпитват повече или по-малко силна агнозия и объркване, свързано с интерпретацията на зрителния сигнал.

## Като мисловен експеримент
Въпросът за възстановяването на зрението е представен в рамките на емпиричната философия, като мисловен експеримент, чиито следствия имат важност по въпроса за това каква част от знанието идва от сетивата, както и по въпроса за свързаността между различните сетива.
Джон Лок, философ от XVIII век, разсъждава, че ако сляп човек развие зрителна способност, той няма, на първо време, да прави връзка между неговата представа за форма и образа на формата, който вижда. Например, ако му бъдат показани куб и сфера, той няма да е способен със зрението си да определи коя форма е куб и коя – сфера.
Въпросът е поставен за пръв път от философа Уилям Молино, чиято жена е сляпа:
| „ | Представете си един роден със слепота човек, който сега е възрастен, и се е научил с осезанието си да различава куб и сфера от един и същ метал, и от почти еднаква големина, и да може да определи, след като докосне и едното, и другото, кое е кубът, и кое е сферата. Представете си, тогава, куб и сфера на една маса, и един сляп човек, който проглежда. Пита се, дали чрез неговото зрение, преди да докосне предметите, той би могъл да ги различи и да каже кой е глобусът, и кой е кубът? На този въпрос съобразителният и схватлив събеседник отговаря: Не. Тъй като той от опита си знае какво е глобус, и също така от опита си знае как куб влияе на осезанието му; тъй като той не е придобил опита за това, че нещото, което влияе на осезанието му по този и този начин, ще повлияе по онзи и онзи начин на зрението му… | “ |

През 1709 г., в „Опит върху една нова теория на зрението“, Джордж Бъркли заключава, че не е задължително да има връзка между осезателния и зрителния свят, и че връзка между тези два свята може да бъде изградена само посредством опита. Той разсъждава:
| „ | …обектите, които той, към настоящия момент, знае да описва само с понятията горе и долу, високо и ниско, съществуват само поради влиянието си над осезанието, или по всякакъв друг начин за това да бъдат усетени от осезанието. Но обектите, собствени на зрението, носят със себе си цяло ново множество идеи, съвършено отделни и различни от предните обекти, и те в никакъв случай не могат да бъдат усетени от осезанието. | “ |

Този мисловен експеримент (в началото на 18 век той е бил само мисловен) очертава рамките на спора между емпиризъм и рационализъм.

## Ранни случаи
Съществуват много истории, свързани с възстановяване на зрението, предшестващи първия документиран в медицината случай. Един такъв разказ датира от 1020 г. и идва от арабския свят.
Първият публикуван в медицинската литература случай на възстановяване от слепота датира от 1728 г., когато Уилям Чесълдън подлага 13-годишно момче на операция за премахване на вродена катаракта. Въпреки малката си възраст, момчето страда от сериозни затруднения с прости зрителни възприятия. По думите на Чесълден:
| „ | Когато той за пръв път прогледна, до такава степен беше затруднен да вижда разстоянията, че мислеше, че всички обекти докосват очите му (както той се изрази). Това, което усещаше, бяха усещания на кожата му; нямаше обекти, които да намира за по-приятни от тези, които имаха правилна и гладка форма. Не можеше да изгради преценка за тяхната форма, или да определи кое какво е в който и да е обект, който му се харесваше. Но когато му беше казано какво представлява един или друг обект, чиято форма той познаваше от по-рано, чрез осезанието, се заемаше с внимателното им наблюдение, така че да ги опознае отново. | “ |

През 1932 г. Мариус фон Зенден обобщава 66 познати към онзи момент случаи на хора, които претърпяват операция от катаракта. Книгата му „Пространство и зрение“ разказва за случаи на хора, които изпитват затруднение в разбирането на форми, размери, дължини и разстояния след проглеждането си.

## Съвременни случаи и изследвания

### Виргил
В книгата „Един антрополог на Марс“ (1995), неврологът Оливър Закс описва случая на Виргил, чието зрение е много слабо, до операцията му от катаракта на 50-годишна възраст. Последвалото поведение на Виргил е на „ментално сляп“ човек − пациентът вижда, но не може да „разшифрова“ заобикалящия го свят. Често объркан, Виргил изпада в депресии. Около 4 месеца след операцията умира от пневмония. 

### Сидни Брадфорд
През 1974 г., Ричърд Грегъри описва случая на 52-годишен пациент, Сидни Брадфорд, който възстановява зрението си, след като са му трансплантирани роговици на двете очи. Никой психолог не е бил информиран за случая преди операцията. След операцията случаят му е помогнал да бъдат установени някои особености на зрителната система. Например, Брадфорд не е бил способен да интерпретира перспективата в картини на художници.
Брадфорд е успявал да преценява разстоянията между обекти в затворени помещения, които е познавал добре, докато е бил сляп. Можел е и да разчита часа на стенни часовници веднага след операцията. Преди операцията Брадфорд е бил стругар и дори и след придобиването на зрение предпочита да идентифицира инструментите, като разчита на осезанието си. Умира две години след операцията си.

### Майкъл Мей
Майкъл Мей (роден 1954 г.) ослепява при химическа експлозия на 3-годишна възраст. На 46-годишна възраст проглежда частично след трансплантация на роговици, извършена от хирурга Даниъл Гудман. Лекарите му твърдят, че се е адаптирал добре към възстановеното си зрение. Мей няма интуитивна представа за разстояния. Когато хората се отдалечават от него, той буквално ги възприема като смаляващи се. Мей има и проблем с различаването на мъжки от женски лица, както и с разпознаването на емоции на непознати лица. В научната литература има изобилие от източници, дискутиращи случая на Мей, например Sui & Morley (2008) , Hannan (2006), Cohen et al. (1997), Thinus-Blanc and Gaunet (1997).